# تلورید ایندیم (III)
تلورید ایندیم(III) (به انگلیسی: Indium(III) telluride) با فرمول شیمیایی In۲Te۳ یک ترکیب شیمیایی است. که جرم مولی آن 612.44 g/mol می‌باشد. شکل ظاهری این ترکیب، دستگاه بلوری مکعبی آبی است.